# Seca no Brasil
Seca no Brasil refere-se aos fenômenos de estiagem que ocorrem esporádica ou sazonalmente, em suas várias regiões.

## Período de seca
Na região Nordeste existe a região do semiárido que é delimitada pela região chamada de Polígono das Secas, criada em 1951 pelo governo federal para combater as secas e diminuir seus efeitos sobre a população sertaneja, compreendendo partes de quase todos estados da região, sendo exceção o estado do Maranhão (por possuir regularidade de chuvas, em relação aos outros estados da mesma região, podendo ainda ser atingido pela seca), além do norte de Minas Gerais.
Inicialmente o Polígono abrangia cerca de 950 mil km², estendendo-se basicamente pelas áreas de clima semiárido. Entretanto, após a ocorrência de grandes secas, a área do Polígono foi ampliada, alcançando parte do estado de Minas Gerais, também atingido pelas estiagens. Quando ocorrem períodos prolongados de estiagem, a maior parte da população sertaneja enfrenta muitas dificuldades por causa da falta de água.
Diversos órgãos do governo são responsáveis pelo combate às secas, especialmente o Departamento Nacional de Obras contra as Secas (DNOCS), que coordena programas de irrigação, construção de poços artesianos e açudes, bem como a formação de frentes de trabalho, entre outras funções, visando amenizar os problemas da população. Há uma maior incidência de secas ao norte do rio São Francisco do que ao sul, onde as chuvas são mais bem distribuídas ao longo da estação chuvosa.

### Causas

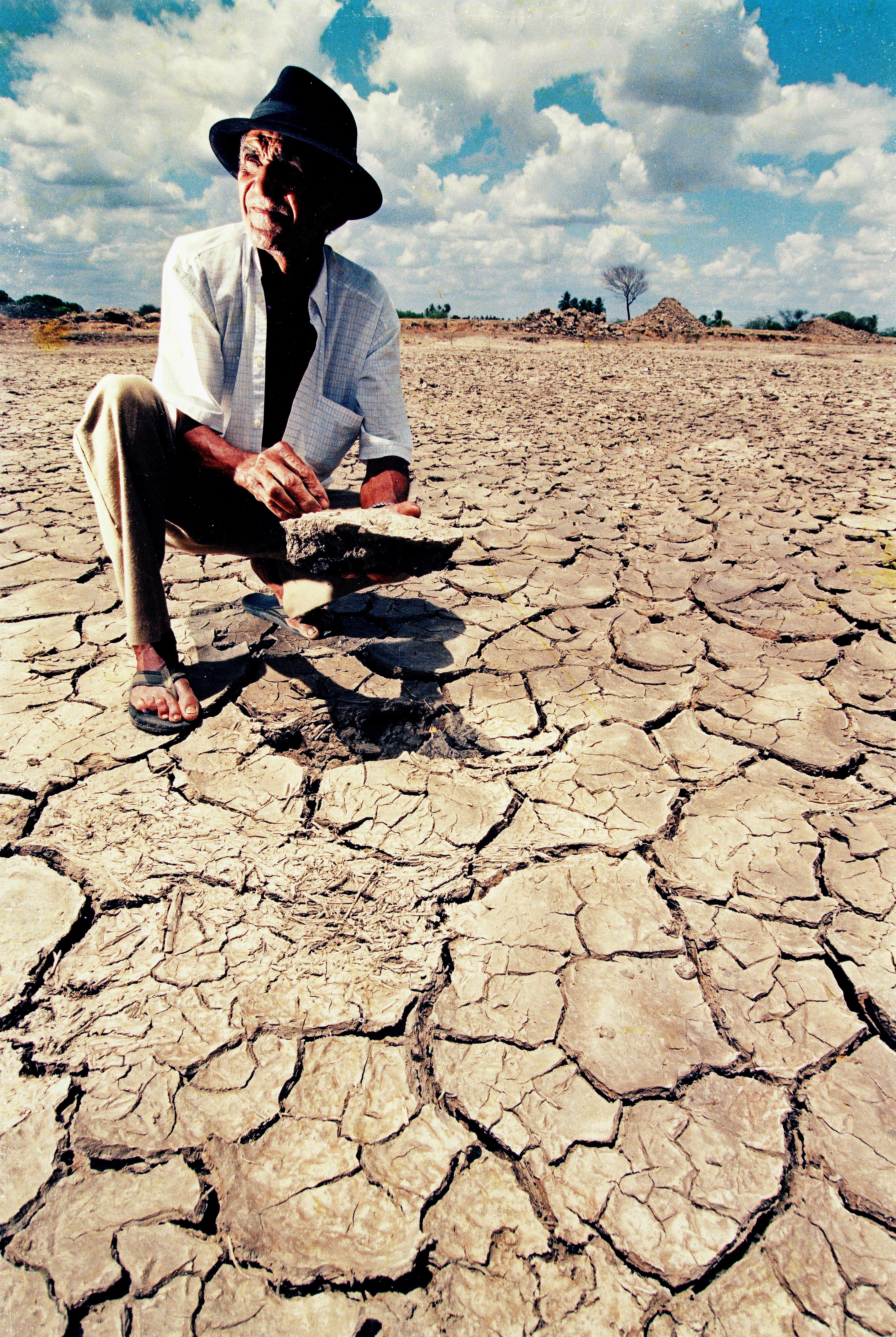
Seca no nordeste brasileiro

Desde 1605, a região já enfrentou dezenas de períodos de seca, algumas de gravidade tão elevada que geraram aceleração do êxodo rural para outras regiões. O fenômeno se dá por causas naturais, uma região que apresenta alta variabilidade climática, ocorrendo quando a chamada zona de convergência intertropical (ZCIT) não consegue se deslocar até a região Nordeste no período verão-outono no Hemisfério Sul, sobretudo nos períodos de El Niño. A ZCIT, responsável pelo período chuvoso no Nordeste Setentrional, apresenta um movimento meridional sazonal, com uma posição média anual junto à latitude 5 graus Norte, atingindo 5 graus Sul no mês de abril
A seca não é somente um fenômeno ambiental com consequências negativas, como a realização de uma alea (evento) natural sobre uma população vulnerável, mas um fenômeno de dimensões econômicas, sociais e políticas secularmente presente na vida da população do Nordeste brasileiro. Trata-se de um problema de distribuição dos recursos naturais, sobretudo da água. A seca permite uma medida do quanto a água e a terra encontram-se pouco disponíveis para a porção mais pobre da população rural nordestina. A região não é desértica, como se poderia pensar numa primeira abordagem, mas apresenta um clima semiárido.
A precipitação anual em Paris (França) é similar em sua quantidade à precipitação sobre partes do Nordeste. Mas é claro que a distribuição da precipitação e a quantidade de evapotranspiração são diferentes entre essas regiões. No Nordeste a distribuição da precipitação apresenta-se altamente variável de um ano para outro (associada ao fenômeno de variabilidade climática). Por outro lado a evapotranspiração potencial no Nordeste também é relativamente maior devido a maior incidência de radiação solar. Assim, a seca nordestina do Brasil é um problema bastante complexo. Ao longo da história brasileira a manutenção das regras sociais, do status quo da elite dominante (oligarquia nordestina) jogou contra uma democratização e distribuição dos recursos ambientais, assim estabelecendo os limites da ação das classes sociais, subordinando uma à outra diretamente.

### Problemas identificados
O governo do Brasil, muitas vezes tentou combater os efeitos das secas incentivando e construindo grandes açudes, (Exemplo típico o Açude Orós), a perfuração de poços tubulares, a construção de cacimbas, e a criação das chamadas "frentes de trabalho".
Estas atitudes têm sido paliativas, pois movimentam capital, geram sub-empregos e evitam, de certa forma, a migração e o êxodo rural. Porém, a corrupção, o coronelismo e a chamada indústria da seca, têm impossibilitado a resolução definitiva do problema a ser dada não somente com sobreposição de rios e construção de canais para a perenização dos cursos de água, irrigação e fixação do nordestino em seu território, mas também incrementando a democracia, a participação política e a mobilidade social.

### Indústria das secas

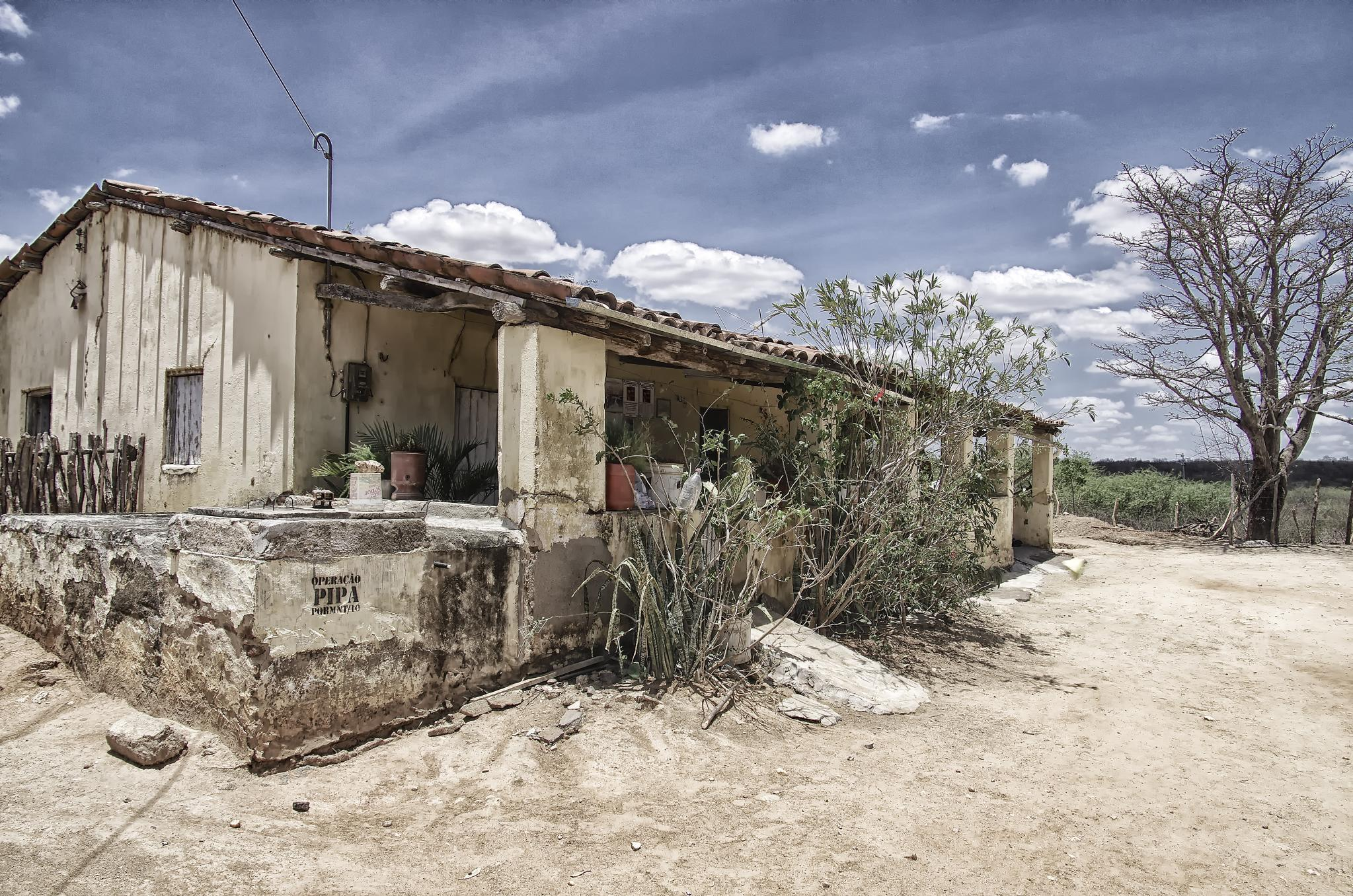
Casa com cisterna para receber água de caminhões-pipa

Indústria da seca é um termo utilizado no Brasil para designar a estratégia de certos segmentos das classes dominantes que se beneficiam indevidamente de subsídios e vantagens oferecidos pelo governo a partir do discurso político da seca. O termo começou a ser usado na década de 60 por Antônio Callado, que denunciava no Correio da Manhã os problemas da região do semiárido brasileiro.
O Governo Federal Brasileiro dispõe de alguns programas, como a Operação Carro-pipa desenvolvida pelo Ministério da Integração Nacional, por meio da Secretaria Nacional de Defesa Civil, com o Exército Brasileiro, que buscam contornar os efeitos da seca e minimizar a falta de investimento em infraestrutura básica em determinadas regiões do país.
A problemática da seca remonta aos tempos de Dom Pedro II, que chegou inclusive a afirmar que venderia as jóias da coroa, fato que não aconteceu, para acabar com o problema, agravado pela grande seca do Nordeste em 1877.

## Histórico das secas no Brasil depois do ano 1500
- 1583/1585 - Primeiro relato da seca nordestina feita pelo padre Fernão Cardim: "…uma grande seca e esterilidade na província e que 5 mil índios foram obrigados a fugir  do sertão pela fome, socorrendo-se aos brancos". Grandes perdas de cana e aipim.
- 1606 - Região NE
- 1615 - Região NE
- 1652 - Região NE
- 1692/1693 - A capitania de Pernambuco é atingida por "peste". Frei Vicente do Salvador relatou que indígenas, foragidos pelas serras, reuniram-se em numerosos grupos e avançaram sobre as fazendas das ribeiras.
- 1709/1711 - Grande seca que atinge a Capitania do Maranhão.
- 1720/1721 - Seca com gravíssimas consequências sobre as províncias do Ceará e do Rio Grande do Norte.
- 1723/1727 - Grande seca que matou quase a totalidade dos escravos da região. Segundo Irineu Pinto, fiscais da Câmara pediram ao rei o envio de escravos.
- 1736/1737 - Região NE
- 1744/1745 - Grande desnutrição infantil assola a região.
- 1748/1751 - Região NE
- 1776/1778 - Seca e surto de varíola na região NE, com alto índice de mortalidade humana e animal (gado bovino) na caatinga. A Corte Portuguesa determina reunião de flagelados nas margens dos rios para repartição de terras adjacentes.
- 1782 - Censo determina população de 137.688 habitantes atingida por seca.
- 1790/1793 (1791-1792 ?) - Chamada de "grande seca" pelos velhos sertanejos foi também a seca dos pedintes. Uma Pia Sociedade Agrícola foi criada como a primeira organização de caráter administrativo assistencialista. O governo da metrópole estabeleceu um único corretivo, uma severa proibição ao corte das florestas. Segundo Euclides da Cunha, cartas régias de 17 de março de 1796, nomeando um juiz  conservador de matas, e a 11 de junho de 1799, decretava que "se coíba a indiscriminada e desordenada ambição dos habitantes (da Bahia e Pernambuco) que têm assolado a ferro e fogo preciosas matas… que tanto abundavam e já hoje ficam à distâncias consideráveis, etc".[10]
- 1808/1809 - Seca atinge Pernambuco na região do rio São Francisco. Quinhentas pessoas morreram de fome.
- 1824/1825 - Seca e varíola juntas definem essa grande seca. Campos esterilizados e fome atingem engenhos de cana-de-açúcar.
- 1831 - A Regência Trina autoriza a abertura de fontes artesianas profundas.

- 1833/1835 - Grande seca atinge Pernambuco.
- 1844/1846 - Grande fome. O saco de farinha de mandioca foi trocado por ouro ou prata.

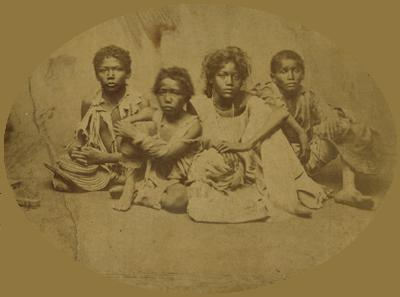
Vítimas das secas de 1877/1878, no Ceará.

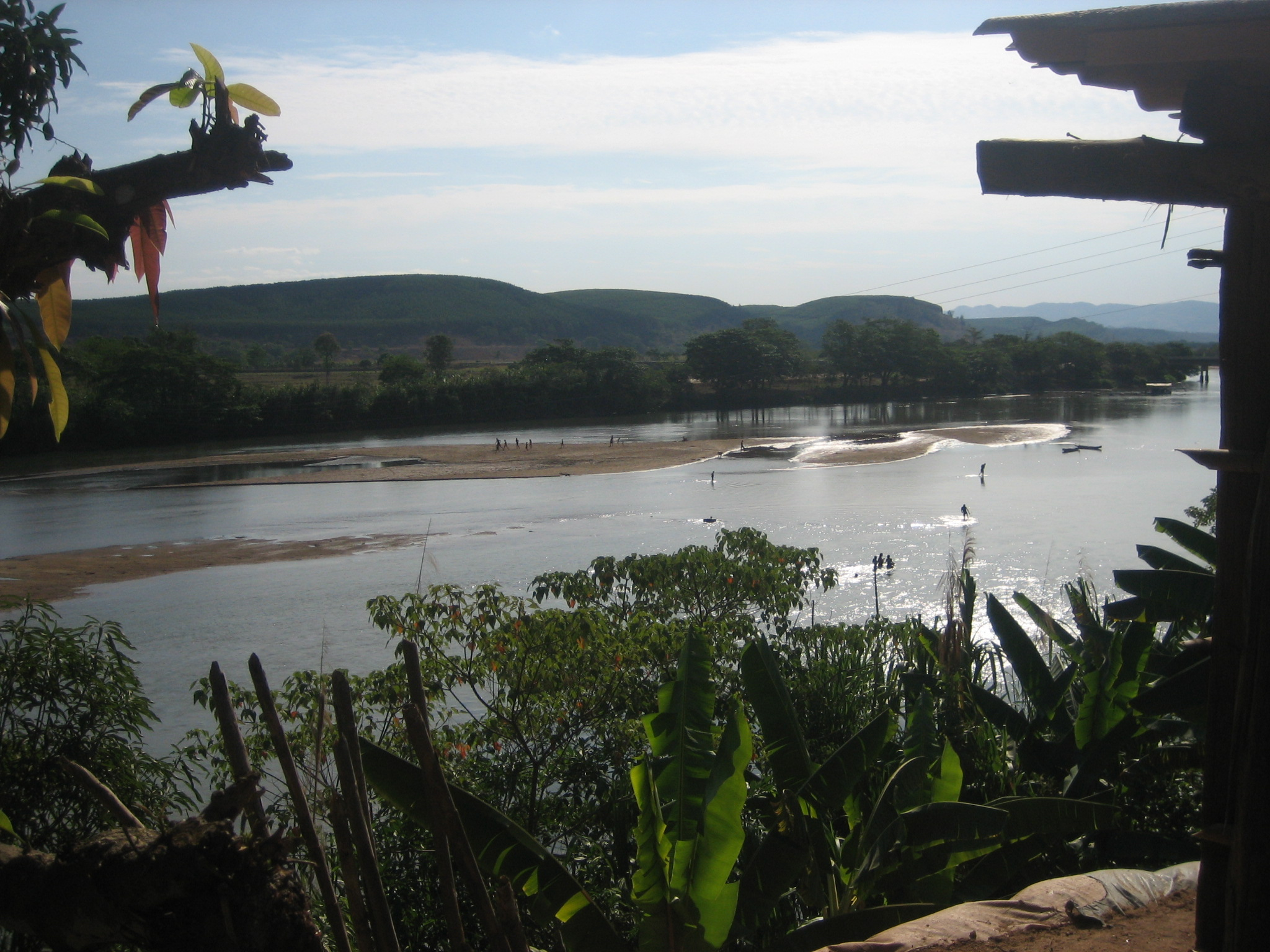
Rio Santo Antônio com nível baixo em outubro de 2007 na cidade de Naque, no Vale do Rio Doce, Minas Gerais (observe que há pessoas atravessando o rio a pé de uma margem à outra). Na ocasião, o estado enfrentava a pior seca de sua história até então.

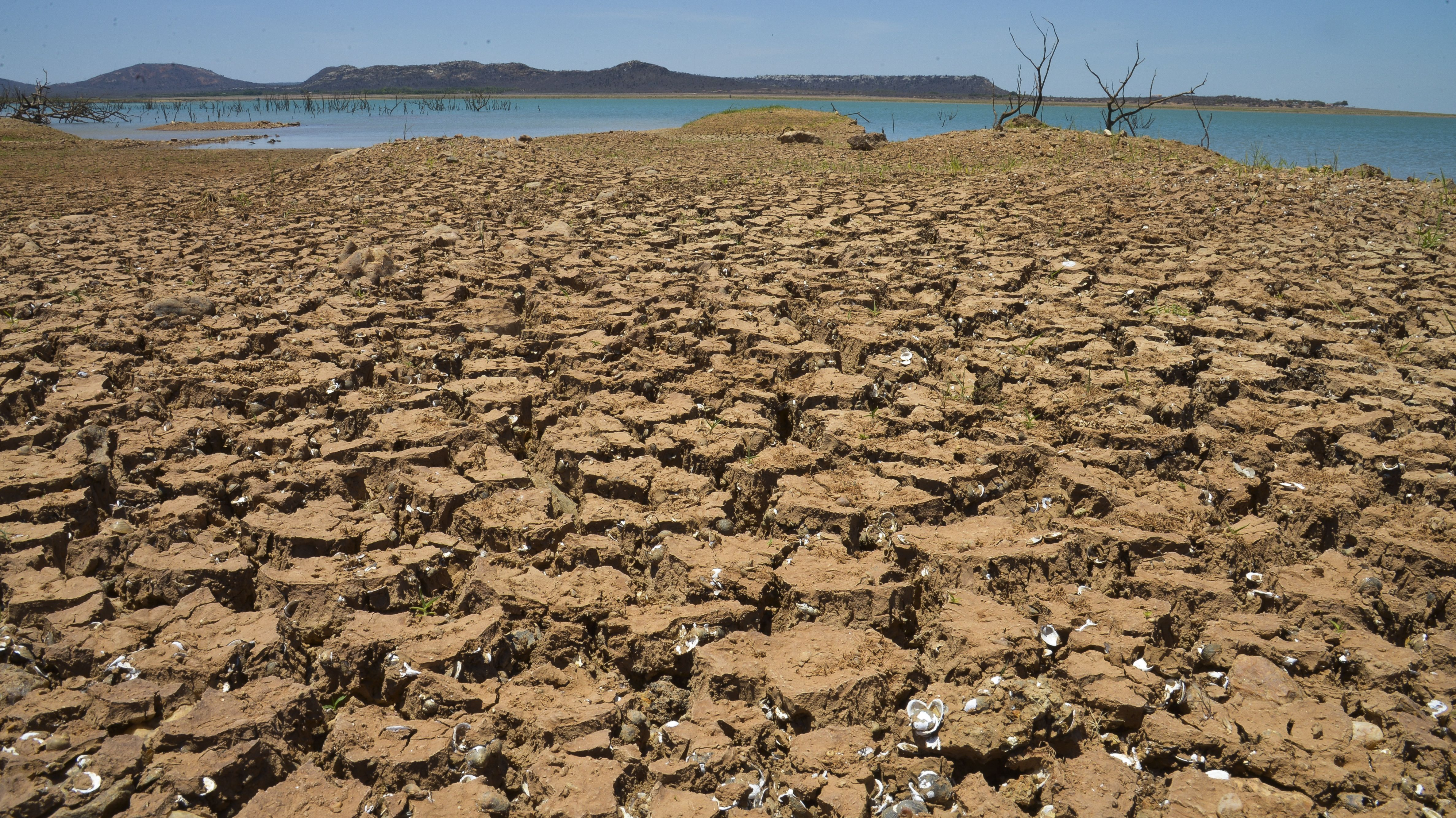
Usina Hidrelétrica de Sobradinho, na Bahia, com nível extremamente seco em dezembro de 2015.

- 1877/1879 - Uma das mais graves secas que atingiram todo o Nordeste.[12] O Ceará, na época, com uma população de 800 mil habitantes foi intensamente atingido. Desses, 120 mil (15%) migraram para a Amazônia[13] e 68 mil pessoas foram para outros Estados. A seca foi considerada devastadora: cerca de metade da população de Fortaleza pereceu, a economia foi arrasada, as doenças e a fome dizimaram até ao rebanho. Um registro pictórico existe, uma família de retirantes é fotografada em uma estação ferroviária do Nordeste brasileiro (Ceará). Nesse mesmo período, também como resultado de anomalias climáticas, milhões de pessoas morreram de fome na China e na Índia.[14]
- 1888/1889 -  Lavouras destruídas e vilas abandonadas em Pernambuco e Paraíba. D. Pedro II criou a Comissão Seca (depois Comissão de Açudes e Irrigação), como resultado cria-se o projeto do Açude Cedro[15] na cidade de Quixadá, no Ceará.
- 1898/1900 - Seca atinge Pernambuco.
- 1909 - O Governo Nilo Peçanha cria o Instituto de Obras Contra as Secas (IOCS).
- 1915 - O Presidente Venceslau Brás na seca de 1915 reestruturou o Instituto de Obras Contra as Secas (IOCS), que passou a construir açudes de grandes portes. Com temor de saques, Campos de Concentração no Ceará foram criados para isolar a população faminta e impedir-lhe o movimento em direção as cidades.
- 1919 - O Governo Epitácio Pessoa transforma o IOCS em  DNOCS que recebeu ainda em 1919 pelo Decreto 13.687, o nome de Inspetoria Federal de Obras Contra as Secas (IFOCS) antes de assumir sua denominação atual, que lhe foi conferida em 1945 pelo Decreto-Lei 8.846 de 28 de dezembro de 1945, vindo a ser transformado em autarquia federal através da Lei n° 4229 de 1 de junho de 1963.
- 1925 - Seca em São Paulo força a Light a cortar de dois terços o fornecimento de energia elétrica [16].
- 1930 - Região NE
- 1932 - Região NE. Reutilização dos Campos de Concentração no Ceará com plano de controle social.[17]
- 1953 - Região NE
- 1954 - Região NE
- 1958 - Região NE
- 1962 - Região NE
- 1963 - Grande parte do Brasil enfrenta uma forte e intensa estiagem, seguida de recordes de calor. Este foi o ano mais seco da história em várias cidades, como Brasília, Rio de Janeiro, São Paulo e Belo Horizonte.[18][19][20] No Paraná a seca durou até janeiro do ano seguinte.[21]
- 1966 - Região NE
- 1970 - Seguida pelo início da construção do rodovia Transamazônica durante o período do chamado Milagre Econômico. Ação do governo militar do Brasil visa entre outros objetivos transferência de parte da população mais pobre do NE para as margens extensas da rodovia Transamazônica. O projeto também contribuía para a ocupação territorial da Amazônia pelo Estado brasileiro. Hoje a Transamazônica encontra-se parcialmente transitável.
- Década de 1980 - A década é considerada chuvosa, sendo marcada por apenas dois períodos de estiagem, correspondentes aos anos de 1982 e 1983.
- Década de 1990 - Os anos de 1993, 1996, 1997, 1998 e 1999 foram anos sofríveis. Um apontamento de tendência de seca em 1998 antecedeu sua ocorrência graças a observação do fenômeno El Niño por meteorologistas, mas as ações de precaução e prevenção continuaram a serem pouco efetivas na mitigação dos problemas.
- 2000 e 2001 - Anos de estiagem relativa.
- 2004-2006 - Estiagem na Região Sul do Brasil.
- 2005 - A região Amazônica enfrenta um período de estiagem intensa.
- 2007 - Transposição do Rio São Francisco iniciada.
- 2007 - Seca na porção norte de Minas Gerais, considerada a mais grave já enfrentada pelo estado até então.[11] Praticamente não choveu na região entre março e novembro de 2007 e as precipitações seguiram-se abaixo da média climatológica até fevereiro de 2008.[22] Centenas de municípios entraram em estado de emergência, registraram-se 53 976 focos de incêndio (recorde histórico para o estado)[11] e 190 mil cabeças de gado morreram.[22]
- 2012 - 2017 - Seca na Região Nordeste, considerada a mais intensa desde 1845.[23][24][25]
- 2014–2017 - Período de chuvas irregulares nas regiões Sudeste e Centro-Oeste, atingindo setembro de 2017 com níveis críticos de reservatórios de usinas hidrelétricas e água potável, considerado a pior seca dos últimos 100 anos.[26] A seca no Sudeste foi a responsável, em associação a fatores ligados à infraestrutura e planejamento, pela pior crise hídrica enfrentada pela região em 2014 e 2015.[27][28] As chuvas retornaram ao estado de São Paulo de forma gradual ao longo de 2015,[29] mas o quadro de estiagem se manteve e foi agravado em muitas áreas de Minas Gerais e Espírito Santo, estendendo-se também em 2016 e 2017.[30]